# Līvi
Līvi (Лі́ві) — латиський гард-роковий гурт. Творчість колективу вплинула на формування латиської рок-культури в цілому. Головними ознаками гурту є поетичні тексти та гітарні соло.
Гурт виник 1976 року в Лієпаї з ініціативи Ерікса Кідєліса та Юріса Павітолса. Вони почали грати поп-рок і до 1986 року перебували у пошуках свого стилю. Після смерті Кідєліса 1986 року його місце зайняв Айнарс Вірґа, а гурт остаточно перейшов до гард-року.

## Учасники
Теперішні
- Мартіньш Бертуліс (Mārtiņš Bērtulis): гітара, спів
- Ґунтарс Муценієкс (Guntars Mucenieks): клавішні
- Вілніс Крієвіньш (Vilnis Krieviņš): ударні

Колишні
- Ерікс Кіджеліс (Ēriks Ķiģelis) (помер): гітара, спів
- Дайніс Вірґа (Dainis Virga) (помер): ударні
- Айварс Брізе (Aivars Brīze): спів
- Томасс Клейнс (Tomass Kleins): гітара
- Маріс Зілманіс (Māris Zīlmanis): ударні
- Юріс Павітолс (Juris Pavītols): гітара, спів
- Інґріда Павітола (Ingrīda Pavītola): спів
- Родріґо Фомінс (Rodrigo Fomins): спів
- Валдіс Штаркс (Valdis Štarks): ударні
- Валдіс Скуїньш (Valdis Skujiņš): гітара
- Андріс Круміньш (Andris Krūmiņš): ударні
- Таліс Пусбарнієкс (Tālis Pusbarnieks): клавішні
- Айнарс Вірґа (Ainars Virga): гітара, спів
- Едійс Шніпке (Edijs Šnipke): гітара
- Яніс Ґродумс (Jānis Grodums) (помер): бас-гітара, спів

## Дискографія
- 1985 — Aprīļa pilieni, EP
- 1986 — Iedomu pilsēta
- 1988 — Līvi aka Kurzemei - saules ceļš
- 1994 — Karogi
- 1994 — Spoku koks
- 1996 — K.M.K.V.P.
- 1997 — Bailes par ziņģēm
- 1998 — Viva
- 2000 — 2001
- 2002 — Līvi Zelts 1
- 2004 — Pāri visam
- 2005 — Līvi 1995-2005
- 2010 — Nezāles neiznīkst

## Відеографія
- 2005 — Līvi & Liepājas simfoniskais orķestris: Koncerts bildēs 2004 DVD